# Copa América masculine de volley-ball 2001
Cet article fournit diverses informations sur la Copa America de volley-ball masculin de 2001.
| Place              | Équipe     |
| ------------------ | ---------- |
| Médaille d'or      | Brésil     |
| Médaille d'argent  | Cuba       |
| Médaille de bronze | Argentine  |
| 4                  | États-Unis |
| 5                  | Venezuela  |
| 6                  | Canada     |